# Hora do recreio
Hora do recreio (englischer Festivaltitel Playtime) ist ein brasilianischer Jugendfilm in dokumentarischer Form unter der Regie von Lucia Murat aus dem Jahr 2025. Der Film hatte im Februar 2025 bei den 75. Internationalen Filmfestspielen Berlin 2025 seine Weltpremiere in der Sektion Berlinale Generation 14plus.

## Handlung
Hora do Recreio zeigt das brasilianische Bildungssystem aus der Sicht von Unterrichteten im Alter von 14 bis 19 Jahren. In einer Mischung aus Dokumentation und fiktionalem Drama kommen Erfahrungen aus der Lebenswelt der Jugendlichen zur Sprache: Gewalt, Rassismus, Misogynie, Femizid, Drogenhandel, Schulabbruch, Frühschwangerschaften. Während diese Themen meist nur Gegenstand von Statistiken sind, stehen im Film authentische Erlebnisse im Zentrum. Ausgangspunkt sind Gespräche zumeist Schwarzer Jugendlicher in öffentlichen Schulen mit ihren Lehrerinnen und Lehrern. Die jungen Menschen wohnen in den vier Stadtteilen Morro da Previdência, Morro do Alemão, Colégio und Vidigal in Rio de Janeiro. Bei der ersten Schule war nur ein Gespräch außerhalb des Geländes möglich, weil das Team vor Ort keine Drehgenehmigung bekommen hatte. Eine Klasse einer anderen Schule wurde auf einem Stadtrundgang filmisch begleitet, bei dem am Hafen das Thema Sklaverei zur Sprache kam. Mit Masken wurde szenisch das Candelária-Massaker nachgestellt, bei dem 1993 an der Candelária-Kirche acht Obdachlose, darunter sechs Minderjährige, von einem Kommando einer Todesschwadron getötet worden waren. Die Täter waren später als Polizeibeamte der brasilianischen Militärpolizei (Polícia Militar do Estado do Rio de Janeiro) identifiziert worden. In einer weiteren Schule war ein Polizeieinsatz in einem nahen Einkaufszentrum das Thema. Die Schülerinnen und Schüler fertigten Masken aus Zeitungsausschnitten mit Fotos von Gewalttaten und Sklaverei an und setzten das Erlebte in Bewegung um. In der vierten beteiligten Schule wurde ein Theaterstück geschrieben und aufgeführt. Es basierte auf dem Buch Clara dos Anjos von Afonso Henriques de Lima Barreto, geschrieben zu Beginn des 20. Jahrhunderts, und führte zu einem Vergleich der fiktionalen Inhalte mit den gegenwärtigen Lebensbedingungen der Jugendlichen.
Am Film beteiligt waren die Theatergruppen Nós do Morro aus Vidigal, VOZES aus Cantagalo und Instituto Arteiros aus Cidade de Deus.
Auch Dreherfahrungen wurden einbezogen, so etwa ein Polizeieinsatz und die Verweigerung von Drehgenehmigungen.

## Produktion

### Filmstab
Regie führte Lucia Murat, von der auch das Drehbuch stammt. Murat war bereits 2007 mit ihrem Film Maré - Nossa doce história de amor und 1997 mit Doces poderes zur Berlinale eingeladen worden.
Die Kameraführung lag in den Händen von Bacco Andrade, die Musik komponierte Bernardo Uzeda und für den Filmschnitt waren Marih Oliveira und Mair Tavares verantwortlich. Für den Ton war Heron Alencar zuständig.
In einer wichtigen Rolle ist Brenda Viveiros als Clara dos Anges zu sehen.

### Produktion und Förderungen
Produziert wurde der Film von Lucia Murat, die Produktionsfirma ist Taigafilmes. Unterstützung kam unter anderem von der Agência Nacional do Cinema und dem Fundo Setorial do Audiovisual.

### Dreharbeiten und Veröffentlichung
Der Film feierte im Februar 2025 auf der Berlinale seine Weltpremiere in der Sektion Berlinale Generation 14plus. Der Vertrieb liegt bei Imovision.

## Auszeichnungen
- 2025: Lobende Erwähnung für den besten Film der Jugendjury Generation 14plus, 75. Internationale Filmfestspiele Berlin 2025[8]